# Dominik Graňák
Dominik Graňák (* 11. června 1983, Havířov) je česko-slovenský hokejový obránce a reprezentant Slovenska, naposledy (2022/23) hráčem českého klubu HC Sparta Praha. Mimo České republiky a Slovenska působil na klubové úrovni ve Švédsku, Švýcarsku a v Rusku.
Narodil se v Havířově, ale vyrůstal v Karviné a následně se s ním rodiče přestěhovali do Trenčína. Jeho matka je Češka, otec Slovák a Dominik Graňák má občanství obou těchto zemí.

## Hráčská kariéra
Svoji hokejovou kariéru začal v Dukle Trenčín, kde se v průběhu tohoto angažmá potkal mj. s Mariánem Gáboríkem. S mužstvem v sezoně 2000/01 získal juniorský ligový titul a v roce 2002 přestoupil do Česka, konkrétně do Slavie Praha. V dresu "sešívaných" zpočátku nastupoval za mládež a rovněž studoval na Fakultě tělesné výchovy a sportu Univerzity Karlovy. Během ročníku 2002/03 debutoval v "áčku" Slavie v extralize a s klubem vybojoval titul mistra ligy. V sezonách 2003/04 a 2005/06 pomohl týmu v lize k zisku stříbrných medailí. V roce 2007 odešel do švédské SHL, kde nejprve strávil dva roky v mužstvu Färjestads BK a stal se zde mistrem ligy. Následně zamířil v červnu 2009 do klubu Rögle BK, se kterým uzavřel roční smlouvu. V květnu 2010 se stal novou posilou ruského týmu OHK Dynamo Moskva, se kterým vybojoval v ročnících 2011/12 a 2012/13 Gagarinův pohár pro vítěze play-off KHL. V sezoně 2014/15 působil nejprve od listopadu v mužstvu Linköpings HC ze Švédska a od ledna hrál za švýcarský celek Fribourg-Gottéron z NLA. V červnu 2015 se vrátil do Rögle a s představeli klubu podepsal kontrakt na dva roky. Před ročníkem 2017/18 zamířil po deseti letech zpět do české nejvyšší soutěže, kde uzavřel dvouletou smlouvu s Mountfieldem HK z Hradce Králové.

## Klubové statistiky
| Sezona       | Klub                    | Soutěž            | Základní část | Základní část | Základní část | Základní část | Základní část | Play off | Play off | Play off | Play off | Play off |
| Sezona       | Klub                    | Soutěž            | Z             | G             | A             | B             | TM            | Z        | G        | A        | B        | TM       |
| ------------ | ----------------------- | ----------------- | ------------- | ------------- | ------------- | ------------- | ------------- | -------- | -------- | -------- | -------- | -------- |
| 2002/2003    | HC Slavia Praha         | 0 Česká extraliga | 39            | 0             | 01            | 01            | 10            | 15       | 0        | 01       | 01       | 0        |
| 2003/2004    | HC Slavia Praha         | 0 Česká extraliga | 51            | 02            | 05            | 07            | 42            | 19       | 0        | 04       | 04       | 10       |
| 2004/2005    | HC Slavia Praha         | 0 Česká extraliga | 49            | 01            | 10            | 11            | 20            | 07       | 0        | 01       | 01       | 0        |
| 2005/2006    | HC Slavia Praha         | 0 Česká extraliga | 46            | 03            | 09            | 12            | 34            | 15       | 01       | 03       | 04       | 22       |
| 2006/2007    | HC Slavia Praha         | 0 Česká extraliga | 52            | 03            | 12            | 15            | 74            | 06       | 01       | 01       | 02       | 12       |
| 2007/2008    | Färjestads BK           | 000000 SHL        | 53            | 07            | 13            | 20            | 38            | 12       | 0        | 01       | 01       | 06       |
| 2008/2009    | Färjestads BK           | 000000 SHL        | 53            | 05            | 16            | 21            | 40            | 13       | 02       | 05       | 07       | 08       |
| 2009/2010    | Rögle BK                | 000000 SHL        | 50            | 10            | 19            | 29            | 52            | —        | —        | —        | —        | —        |
| 2010/2011    | OHK Dynamo Moskva       | 000000 KHL        | 51            | 07            | 17            | 24            | 42            | 06       | 0        | 02       | 02       | 02       |
| 2011/2012    | OHK Dynamo Moskva       | 000000 KHL        | 42            | 05            | 15            | 20            | 38            | 21       | 02       | 09       | 11       | 12       |
| 2012/2013    | OHK Dynamo Moskva       | 000000 KHL        | 35            | 05            | 09            | 14            | 24            | 21       | 03       | 06       | 09       | 10       |
| 2013/2014    | OHK Dynamo Moskva       | 000000 KHL        | 35            | 06            | 06            | 12            | 18            | 05       | 0        | 0        | 0        | 0        |
| 2014/2015    | Linköpings HC           | 000000 SHL        | 16            | 01            | 02            | 03            | 08            | —        | —        | —        | —        | —        |
|              | Fribourg-Gottéron       | National League A | 14            | 01            | 04            | 05            | 06            | —        | —        | —        | —        | —        |
| 2015/2016    | Rögle BK                | 000000 SHL        | 52            | 06            | 15            | 21            | 40            | —        | —        | —        | —        | —        |
| 2016/2017    | Rögle BK                | 000000 SHL        | 49            | 0             | 05            | 05            | 24            | —        | —        | —        | —        | —        |
| 2017/2018    | Mountfield HK           | 0 Česká extraliga | 52            | 2             | 17            | 19            | 24            | 13       | 0        | 1        | 1        | 6        |
| 2018/2019    | Mountfield HK           | 0 Česká extraliga | 52            | 3             | 3             | 6             | 26            | 4        | 0        | 0        | 0        | 4        |
| 2019/2020    | HC Energie Karlovy Vary | 0 Česká extraliga | 51            | 1             | 19            | 20            | 36            | 2        | 0        | 2        | 2        | 0        |
| 2020/2021    | HC Energie Karlovy Vary | 0 Česká extraliga | 35            | 1             | 5             | 6             | 20            | —        | —        | —        | —        | —        |
| 2020/2021    | Mountfield HK           | 0 Česká extraliga | 15            | 1             | 3             | 4             | 0             | 7        | 0        | 0        | 0        | 4        |
| 2021/2022    | HC Škoda Plzeň          | 0 Česká extraliga | 53            | 0             | 6             | 6             | 32            | 5        | 1        | 0        | 1        | 6        |
| 2022/2023    | HC Sparta Praha         | 0 Česká extraliga | 9             | 1             | 1             | 2             | 8             | —        | —        | —        | —        | —        |
| Celkem v ČHL | Celkem v ČHL            | Celkem v ČHL      | 504           | 18            | 91            | 109           | 326           | 93       | 3        | 13       | 15       | 64       |
| Celkem v KHL | Celkem v KHL            | Celkem v KHL      | 163           | 23            | 47            | 70            | 122           | 53       | 5        | 17       | 22       | 24       |
| Celkem v SHL | Celkem v SHL            | Celkem v SHL      | 273           | 29            | 70            | 99            | 202           | 39       | 3        | 14       | 17       | 20       |

## Reprezentace

### Mládežnické výběry
| Turnaj          | Místo konání                      | Z | G | A | B | TM | Umístění |
| --------------- | --------------------------------- | - | - | - | - | -- | -------- |
| MS-18 2001      | Finsko (Heinola, Helsinki, Lahti) | 6 | 0 | 1 | 1 | 2  | 8. místo |
| MSJ 2003        | Kanada (Halifax, Sydney)          | 6 | 0 | 1 | 1 | 6  | 5. místo |
| Celkem na MS-18 |                                   | 6 | 0 | 1 | 1 | 2  |          |
| Celkem na MS-20 |                                   | 6 | 0 | 1 | 1 | 6  |          |

### Seniorská reprezentace
| Turnaj        | Místo konání                           | Z  | G | A | B  | TM | Umístění         | Soupisky          |
| ------------- | -------------------------------------- | -- | - | - | -- | -- | ---------------- | ----------------- |
| MS 2004       | Česko (Praha, Ostrava)                 | 9  | 0 | 1 | 1  | 4  | 4. místo         | Soupiska MS 2004  |
| MS 2005       | Rakousko (Vídeň, Innsbruck)            | 7  | 0 | 0 | 0  | 4  | 5. místo         | Soupiska MS 2005  |
| MS 2006       | Lotyšsko (Riga)                        | 7  | 0 | 0 | 0  | 6  | 8. místo         | Soupiska MS 2006  |
| MS 2007       | Rusko (Moskva, Mytišči)                | 1  | 0 | 0 | 0  | 0  | 6. místo         | Soupiska MS 2007  |
| MS 2008       | Kanada (Québec, Halifax)               | 5  | 0 | 1 | 1  | 4  | 13. místo        | Soupiska MS 2008  |
| MS 2009       | Švýcarsko (Bern, Kloten)               | 6  | 1 | 1 | 2  | 2  | 10. místo        | Soupiska MS 2009  |
| MS 2010       | Německo (Kolín nad Rýnem, Mannheim)    | 6  | 0 | 1 | 1  | 2  | 12. místo        | Soupiska MS 2010  |
| MS 2011       | Slovensko (Bratislava, Košice)         | 6  | 0 | 1 | 1  | 0  | 10. místo        | Soupiska MS 2011  |
| MS 2012       | Finsko a Švédsko (Helsinky, Stockholm) | 6  | 2 | 1 | 3  | 6  | Stříbrná medaile | Soupiska MS 2012  |
| MS 2015       | Česko (Praha, Ostrava)                 | 7  | 1 | 1 | 2  | 4  | 9. místo         | Soupiska MS 2015  |
| MS 2016       | Rusko (Moskva, Petrohrad)              | 7  | 1 | 2 | 3  | 4  | 9. místo         | Soupiska MS 2016  |
| ZOH 2018      | Jižní Korea (Pchjongčchang)            | 4  | 0 | 4 | 4  | 0  | 11. místo        | Soupiska ZOH 2018 |
| MS 2018       | Dánsko (Kodaň, Herning)                | 7  | 0 | 0 | 0  | 2  | 9. místo         | Soupiska MS 2018  |
| Celkem na MS  |                                        | 74 | 5 | 9 | 14 | 38 |                  |                   |
| Celkem na ZOH |                                        | 4  | 0 | 4 | 4  | 0  |                  |                   |